# Bromofórmio
O tribromometano, conhecido também por Bromofórmio, é uma substância química. Líquido incolor, com cheiro adocicado. Fórmula: CHBr3. Assim como o seu "parente" mais comum, o Clorofórmio, o Bromofórmio é largamente utilizado como solvente. É tóxico em qualquer concentração e não possui efeitos alucinógicos consideráveis. Como pode ser usado na síntese e/ou refino de substância ilegais (drogas), sua venda é controlada pelo exército e pela polícia.
Também utilizado para determinação da densidade de pedras preciosas, densidade 2,89.